# Peyrebrune
Peyrebrune est une ancienne commune de l'Aveyron. En 1829, elle absorbe les communes de La Besse, La Capelle-Farcel et Arnac pour former la nouvelle commune de Villefranche-de-Panat.

## Population et société

### Démographie
| 1793  | 1800 | 1806  | 1821  |
| ----- | ---- | ----- | ----- |
| 1 092 | 858  | 1 074 | 1 355 |